# Armas Valste

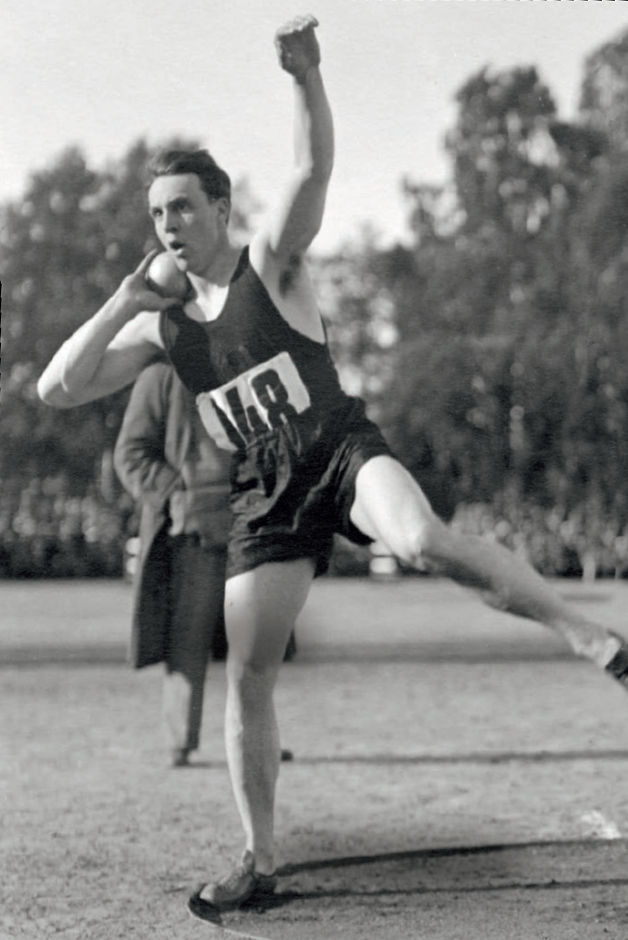
Armas Valste (1928).

Armas Ilmari Valste (till 1934 Wahlstedt), född 7 augusti 1905 i Åbo, död 16 mars 1991 i Portimão, Portugal, var en finländsk idrottsman och idrottsledare. 
Den mångsidige Valste var i yngre år en ytterst framgångsrik friidrottare, bland annat femte i kulstötning vid OS i Amsterdam 1928, elvafaldig finländsk mästare i olika grenar 1924–1932, gjorde finländskt rekord i höjdhopp (190 centimeter) 1925 och kulstötning (15,66 meter) 1929. Han var chefstränare vid det nationella friidrottsförbundet SUL 1935–1960, skolningschef 1961–1963 och verksamhetsledare 1963–1968 samt därtill chefredaktör för Yleisurheilu-lehti 1953–1958. Han tjänstgjorde 1968–1970 som generalsekreterare för EM 1971 och var 1970–1979 styrelsemedlem i europeiska friidrottsförbundet EEA, gästföreläsare och tränare i flera länder. Han var 1968–1971 ordförande för radioamatörförbundet. Han utgav bland annat verken Yleisurheilu (1937), Yleisurheilijan opas I–IV (1946) och åtta träningsböcker i olika grenar 1957. 